# Daniel Karlsson (fotbollsspelare)
Anders Daniel Karlsson, född 23 mars 1980 i Varberg, är en svensk fotbollsspelare som spelar för IK Tord. 
Karlsson spelade mellan 2006 och 2010 för Jönköping Södra där han även fram till 2010 var lagkapten.
Han skrev 2011 på ett två-årskontrakt med IK Tord, efter att hans kontrakt med Jönköping Södra ej förnyats.